# Resolution
Resolution es el sexto álbum de estudio de la banda de metal estadounidense Lamb of God, el cual salió a la venta el 24 de enero de 2012 en los América y el 31 de enero en el resto del mundo.  Al igual que anterior álbum de la banda, este álbum fue producido y mezclado por Josh Wilbur.
Resolution también fue lanzado en una edición especial limitada para Reino Unido, conteniendo un álbum extra con un DVD de 12 canciones en vivo llamado "Wrath - Tour 2009/2010, el cual solo está disponible en Amazon.com, Play.com y HMV.
El sencillo principal, titulado "Ghost Walking", fue lanzado el 5 de diciembre de 2011.

## Lista de canciones
Todas las canciones escritas y compuestas por Lamb of God. 
| N.º   | Título                 | Duración |  |
| 1.    | «Straight for the Sun» | 2:28     |  |
| 2.    | «Desolation»           | 3:54     |  |
| 3.    | «Ghost Walking»        | 4:30     |  |
| 4.    | «Guilty»               | 3:24     |  |
| 5.    | «The Undertow»         | 4:46     |  |
| 6.    | «The Number Six»       | 5:21     |  |
| 7.    | «Barbarossa»           | 1:35     |  |
| 8.    | «Invictus»             | 4:12     |  |
| 9.    | «Cheated»              | 2:36     |  |
| 10.   | «Insurrection»         | 4:51     |  |
| 11.   | «Terminally Unique»    | 4:21     |  |
| 12.   | «To the End»           | 3:49     |  |
| 13.   | «Visitation»           | 3:59     |  |
| 14.   | «King Me»              | 6:36     |  |
| 56:21 |                        |          |  |

## Intérpretes
- Randy Blythe - voz.
- Willie Adler - guitarra rítmica.
- Mark Morton - guitarra líder.
- John Campbell - bajo.
- Chris Adler - batería y percusión.